# Mithril
 Der er for få eller ingen kildehenvisninger i denne artikel, hvilket er et problem. Du kan hjælpe ved at angive troværdige kilder til de påstande, som fremføres i artiklen.

Mithril er et fiktivt metal i J.R.R. Tolkiens bøger om Midgard (bl.a. Ringenes Herre, Silmarillion og Hobbitten). Der er det et slags sølvmetal, bare meget hårdere.
Det var dværgene og Durin I som først fandt mithril i Moria, Khazad-Dûm. Derefter gravede de dybt etfer metallet, og blev vældig rige på det.
De skabte sig et paradis af et dværgerige i Moria, og mange dværge kom for at flytte dertil. Da elverne hørte at Durin den udødelige havde fundet mithril i Moria kom der mange elversmede for at smede sig flotte metalgenstande af det.
Blandt andet blev Nenya, den ene af de 3 Ringe lavet af mithril.
Men da dværgene flygtede fra Moria på grund af balrogen som skjulte sig der, gik meget mithril tabt. Alligevel fik dværgene noget med sig, blandt andet til Det ensomme bjerg, indtil Bilbo Sækker og de tolv dværgene fik overtaget stedet ("Hobbitten"), der blev bevogtet af dragen Smaug.
Da dragen i historien blev dræbt, fik Bilbo, en elverhjelm og en brynje af mithril af Thorin 2. Oakenshield som var med i følget. Denne hjelm reddede Bilbos liv, da han under Femhærerslaget fik en sten i hovedet, mens han havde den ene ring på sig. Hjelmen har ingen videre historie, men brynjen gav han senere videre til Frodo sammen med sværdet Sting.
Efter Ringkrigen vandt Dáin II Moria tilbage, og genskabte dværgeriget som før havde været der. Tillige smedede Gimli, søn af Glóin, nye porte af mithril og stål til byen Minas Tirith.

## Andet
Mithril er også kendt for at være et specielt stærkt og klart metal i computerspil som RuneScape, Warcraft og Terraria.